# بطولة إفريقيا لكرة القدم للشباب 1989
أُجريت بطولة أفريقيا لكرة القدم للشباب 1989 وَفق نظام الذهاب والإياب، وقد كانت مؤهلة لبطولة العالم للشباب لكرة القدم 1989 بالسعودية.

## المنتخبات المشاركة
شاركت المنتخبات التالية في البطولة (ولعبت مباراة واحدة على الأقل):
| الدور التمهيدي: - أنغولا - غينيا - ليبيريا - مالي - السنغال - زائير | الدور الأول: - الجزائر - الكاميرون - ساحل العاج - مصر - الغابون - غانا - ليسوتو - المغرب - نيجيريا - تونس |

## الدور التمهيدي
انسحبت أفريقيا الوسطى وموريتانيا وموريشيوس وكينيا قبل اللعب. ومن ثم فقد تأهلت كل من الغابون والجزائر ومدغشقر وليسوتو.
| الفريق الأول | إجم. | الفريق الثاني | مباراة الذهاب | مباراة الإياب |
| ------------ | ---- | ------------- | ------------- | ------------- |
| مالي         | 6–4  | السنغال       | 4–0           | 2–4           |
| غينيا        | 4–2  | ليبيريا       | 3–1           | 1–1           |
| أنغولا       | 3–4  | زائير         | 2–1           | 1–3           |

## الدور الأول
انسحبت مدغشقر والصومال وتوغو، ولذلك تأهلت كل من مصر وساحل العاج وليسوتو.
| الفريق الأول | إجم.   | الفريق الثاني | مباراة الذهاب | مباراة الإياب |
| ------------ | ------ | ------------- | ------------- | ------------- |
| مالي         | (a)2–2 | المغرب        | 1–0           | 1–2           |
| الجزائر      | (a)2–2 | تونس          | 0–0           | 2–2           |
| غينيا        | 3–3(a) | غانا          | 3–2           | 0–1           |
| زائير        | 2–2(a) | نيجيريا       | 2–2           | 0–0           |
| الغابون      | 2–1    | الكاميرون     | 2–0           | 0–1           |

## ربع النهائي
| الفريق الأول | إجم.                   | الفريق الثاني | مباراة الذهاب | مباراة الإياب |
| ------------ | ---------------------- | ------------- | ------------- | ------------- |
| مالي         | (أهداف خارج الديار)3–3 | مصر           | 2–0           | 1–3           |
| غانا         | 3–3 (ر . ج . ت: 4–5)   | الجزائر       | 3–0           | 0–3           |
| نيجيريا      | 6–1                    | ليسوتو        | 4–0           | 2–1           |
| الغابون      | 2–4                    | ساحل العاج    | 1–0           | 1–4           |

## نصف النهائي
| الفريق الأول | إجم.   | الفريق الثاني | مباراة الذهاب | مباراة الإياب |
| ------------ | ------ | ------------- | ------------- | ------------- |
| الجزائر      | 1–1(a) | مالي          | 1–1           | 0–0           |
| ساحل العاج   | 2–4    | نيجيريا       | 2–2           | 0–2           |

## النهائي
لعبت المبارتين في 1 يناير في باماكو، مالي، و 14 يناير في إبادان، نيجيريا.
| نيجيريا                               | 2 – 0 | مالي |
| ------------------------------------- | ----- | ---- |
| 45' موتيو أديبوجو · 75' جيموه بالوغون |       |      |

| بطولة أفريقيا لكرة القدم للشباب 1989 |
| ------------------------------------ |
| · نيجيريا · للمرة الرابعة            |

## المتأهلين لبطولة العالم للشباب
تأهل أفضل فريقين إلى بطولة العالم للشباب لكرة القدم 1989 بالسعودية.
- مالي
- نيجيريا

## روابط خارجية
- نتائج المباريات من آر إس إس إس إف